# Karschia nasuta
Espèce
Karschia nasuta est une espèce de solifuges de la famille des Karschiidae.

## Distribution
Cette espèce est endémique du Kirghizistan.

## Description
Le mâle holotype mesure 12 mm.

## Publication originale
- Kraepelin, 1899 : Zur Systematik der Solifugen. Mitteilungen aus dem Naturhistorischen Museum in Hamburg, vol. 16, p. 195–259 (texte intégral).